# جوزيبي دي لوكا
جوزيبي دي لوكا (بالإيطالية: Giuseppe De Luca)‏ هو مغني ومغني أوبرا إيطالي، ولد في 25 ديسمبر 1876 في روما في إيطاليا، وتوفي في 26 أغسطس 1950 في نيويورك في الولايات المتحدة.

## وصلات خارجية
- جوزيبي دي لوكا على موقع IMDb (الإنجليزية)
- جوزيبي دي لوكا على موقع ميوزك برينز (الإنجليزية)
- جوزيبي دي لوكا على موقع أول ميوزيك (الإنجليزية)
- جوزيبي دي لوكا على موقع ديسكوغز (الإنجليزية)